# 東成瀬村
東成瀬村（ひがしなるせむら）は、秋田県の南東端の村。奥羽山脈の麓に位置し、栗駒国定公園を擁する。平成の大合併では、住民アンケートの結果を受け、ほかの市町村とは合併しない道を選んだ。
キャッチフレーズは「さわやかなるせ 仙人の郷」。

## 概要

### 圏域
- 行政圏は雄勝郡に属しており、湯沢市と地域行政が一体となっている。しかし、湯沢市と同村の間には山々が連なり、主要道路は全て横手市と通じていることから、生活圏は横手市との関係が強い。
- 広域圏は湯沢雄勝広域市町村圏となっている。
- 県議会議員の選挙区は「湯沢市・雄勝郡選挙区」となっている。

### 気候
- 気候は冷涼、年平均気温は11度前後で、1〜2月は寒さが厳しい。積雪は2m、多いときは3〜4m に達し、積雪期間が5か月におよぶ特別豪雪地帯となっている。四八豪雪では1974年（昭和49年）2月14日に田子内地区の観測地点で4.2mの積雪を記録し、観測史上最高積雪となっている。

| 東成瀬（1991年 - 2020年）の気候    | 東成瀬（1991年 - 2020年）の気候 | 東成瀬（1991年 - 2020年）の気候 | 東成瀬（1991年 - 2020年）の気候 | 東成瀬（1991年 - 2020年）の気候 | 東成瀬（1991年 - 2020年）の気候 | 東成瀬（1991年 - 2020年）の気候 | 東成瀬（1991年 - 2020年）の気候 | 東成瀬（1991年 - 2020年）の気候 | 東成瀬（1991年 - 2020年）の気候 | 東成瀬（1991年 - 2020年）の気候 | 東成瀬（1991年 - 2020年）の気候 | 東成瀬（1991年 - 2020年）の気候 | 東成瀬（1991年 - 2020年）の気候 |
| 月                                 | 1月                             | 2月                             | 3月                             | 4月                             | 5月                             | 6月                             | 7月                             | 8月                             | 9月                             | 10月                            | 11月                            | 12月                            | 年                              |
| ---------------------------------- | ------------------------------- | ------------------------------- | ------------------------------- | ------------------------------- | ------------------------------- | ------------------------------- | ------------------------------- | ------------------------------- | ------------------------------- | ------------------------------- | ------------------------------- | ------------------------------- | ------------------------------- |
| 降水量 mm （inch）                 | 214.6 (8.449)                   | 136.1 (5.358)                   | 110.8 (4.362)                   | 91.4 (3.598)                    | 102.9 (4.051)                   | 121.3 (4.776)                   | 204.8 (8.063)                   | 192.4 (7.575)                   | 156.9 (6.177)                   | 161.1 (6.343)                   | 191.5 (7.539)                   | 240.8 (9.48)                    | 1,927.7 (75.894)                |
| 平均降水日数 （≥1.0 mm）           | 24.8                            | 21.3                            | 18.9                            | 13.7                            | 12.6                            | 11.9                            | 14.3                            | 12.6                            | 13.8                            | 15.2                            | 18.5                            | 23.8                            | 201.0                           |
| 出典1：Japan Meteorological Agency |                                 |                                 |                                 |                                 |                                 |                                 |                                 |                                 |                                 |                                 |                                 |                                 |                                 |
| 出典2：気象庁                      |                                 |                                 |                                 |                                 |                                 |                                 |                                 |                                 |                                 |                                 |                                 |                                 |                                 |

### 行政区・役場
- 村の中央部を成瀬川が縦断し、これに沿って大小20の集落が点在している。 行政区は、田子内（たごない）、岩井川（いわいかわ）、椿川（つばきかわ）の3地区に分かれている。
- 役場所在地は田子内地区で、周辺には小・中学校、保育園、村民体育館、診療所、薬局、農協、郵便局などが集中している。

### ライフライン
- 電話の 市外局番は横手市と同じ0182で、横手MAエリアである（湯沢市と雄勝郡羽後町は0183で湯沢MA）。
- 東成瀬郵便局が郵政民営化を前に無集配局化したため、日本郵便における集配業務は2007年（平成19年）3月5日より横手市の十文字郵便局が行っている。
- 警察は 2005年（平成17年）3月までは増田警察署（現在は横手警察署増田幹部交番）管轄だったが、同年4月から当時の増田町、十文字町と共に横手警察署管轄となった。
- 羽後交通が運行する路線バスは旧増田町、旧十文字町を経て湯沢市、横手市中心部に至る。

## 地理
- 秋田県庁（秋田市）から約100km 離れた東南端に位置し、東は奥羽山脈を境に岩手県に、南は宮城県に県境を接する。東西に17km 南北に30km と細長い地形をなし、総面積203.69km2のうち山林原野が93%、このうち国有林がほぼ半分を占めている。
- 標高は最低で160m（田子内橋）、最高1,424m の秣岳（まぐさだけ）となっている。

- 山岳：栗駒山、秣岳
- 河川：成瀬川、赤川、合居川
- 湖沼：須川湖、大柳沼

## 歴史
- 1876年（明治9年）
  - 11月 - 手倉川原村、椿台村、桧山台村が合併し椿川村が成立。
- 1889年（明治22年）
  - 4月1日 - 田子内村、岩井川村、椿川村が合併し東成瀬村誕生。
  - 5月10日 - 平良直松、初代村長に就任。
- 1954年（昭和29年）
  - 5月6日 - 村役場の位置を現在地に定める[2]。
- 1967年（昭和42年）
  - 4月25日 - 村章を制定。
  - 11月18日 - 村の木、村の花を制定[3]。
- 1970年（昭和45年）10月16日 秋田県南東部地震（東成瀬地震）M6.5 発生
- 1982年（昭和57年）3月3日 村の虫、村の魚および村の鳥を制定
- 1989年（平成元年）
  - 7月18日 - 村の記念日を5月10日とする[4]。
  - 8月27日 - 村民憲章を制定。
- 2003年（平成15年）
  - 3月12日  - 村長が湯沢市と雄勝郡の合併協議会、および成瀬・皆瀬川流域5町村の合併協議会に参加しない方針を表明。2月に行われた住民アンケートで、合併反対が50.1%となり、合併賛成(30.9%)を上回った[5]。
- 2009年（平成21年）
  - 10月6日  - 日本で最も美しい村連合に加盟。
  - 12月1日  - 平和首長会議に加盟。
- 2018年（平成30年）9月15日 - 成瀬ダム着工式。総工費は約2600億円で、2027年度完成予定[6]。
- 2024年（令和6年）6月24日 健康のまちづくり友好都市連盟に加盟

## 行政
- 村 長 備前 博和（びぜん ひろかず）昭36生 1期目
- 副村長 谷藤  登（たにふじ のぼる）昭36生 1期目
- 教育長 大沼 一義（おおぬま かずよし）昭40生 1期目

### 歴代村長
| 代 | 氏名             | 就任年月日             | 退任年月日             | 備考                           |
| -- | ---------------- | ---------------------- | ---------------------- | ------------------------------ |
| 1  | 平良直松         | 1889年（明治22年）5月  | 1893年（明治26年）5月  |                                |
| 2  | 佐々木吉郎右エ門 | 1893年（明治26年）7月  | 1897年（明治30年）7月  |                                |
| 3  | 志賀茂助         | 1897年（明治30年）10月 | 1901年（明治34年）10月 |                                |
| 4  | 佐々木惣治       | 1901年（明治34年）10月 | 1913年（大正2年）10月  |                                |
| 5  | 小松俊三         | 1913年（大正2年）10月  | 1916年（大正5年）3月   |                                |
| 6  | 高橋倉太         | 1917年（大正6年）3月   | 1920年（大正9年）4月   |                                |
| 7  | 谷藤平治         | 1921年（大正10年）6月  | 1937年（昭和12年）6月  |                                |
| 8  | 備前善蔵         | 1937年（昭和12年）9月  | 1941年（昭和16年）5月  |                                |
| 9  | 佐々木吉郎右エ門 | 1941年（昭和16年）6月  | 1946年（昭和21年）11月 |                                |
| 10 | 平良伝之助       | 1947年（昭和22年）4月  | 1950年（昭和25年）4月  | 直接公選制となって初めての村長 |
| 11 | 佐藤又一         | 1950年（昭和25年）5月  | 1966年（昭和41年）5月  |                                |
| 12 | 菊地壽吉         | 1966年（昭和41年）6月  | 1982年（昭和57年）5月  |                                |
| 13 | 後藤幸司         | 1982年（昭和57年）6月  | 1998年（平成10年）5月  |                                |
| 14 | 佐々木哲男       | 1998年（平成10年）6月  | 2022年（令和4年）5月   |                                |
| 15 | 備前博和         | 2022年（令和4年）6月   | （現職）               |                                |

### 行政機構
- 総務課
- 企画課
- 住民生活課
- 健康福祉課

- 産業振興課
- 建設課
- 成瀬ダム課
- 議会事務局

- 選挙管理委員会
- 監査委員事務局
- 農業委員会事務局
- 教育委員会事務局

### 財政
- 当初予算規模（2024年度）

一般会計 40億6,500万円
特別会計 7億290万円 合計47億6,790万円

### 村議会
定数：10名（2003年（平成15年）1月1日施行）
- 議長：佐々木 修（1期目）
- 副議長：佐々木 悦男（1期目）
- 任期：2023年（令和5年）4月30日〜2027年（令和9年）4月29日
- 2014年（平成26年）1月から地方自治法第102条を運用した「通年議会」を施行している。

## 地域

### 人口
- 1876年（明治9年）の記録では、戸数の合計528軒、人口3,001人であった。その後の戸数と人口の変遷は1923年（大正12年）には697軒・4,596人、1933年（昭和8年）では750軒・5,222人であり、戦前は増加していた。
- 1970年（昭和45年）には過疎地域に指定されている。
- 2020年 (令和2年) 国勢調査では2015年の国勢調査より97人増加した。これは成瀬ダムの建設によるものである[7]。

| |                                          |  |
| 東成瀬村と全国の年齢別人口分布（2005年） | 東成瀬村の年齢・男女別人口分布（2005年） |  |
| ■紫色 ― 東成瀬村 ■緑色 ― 日本全国 | ■青色 ― 男性 ■赤色 ― 女性                |  |
| 東成瀬村（に相当する地域）の人口の推移 \| 1970年（昭和45年） \| 4,546人 \| \| \| 1975年（昭和50年） \| 4,132人 \| \| \| 1980年（昭和55年） \| 4,011人 \| \| \| 1985年（昭和60年） \| 3,818人 \| \| \| 1990年（平成2年） \| 3,734人 \| \| \| 1995年（平成7年） \| 3,568人 \| \| \| 2000年（平成12年） \| 3,390人 \| \| \| 2005年（平成17年） \| 3,180人 \| \| \| 2010年（平成22年） \| 2,872人 \| \| \| 2015年（平成27年） \| 2,610人 \| \| \| 2020年（令和2年） \| 2,704人 \| \| |                                          |  |
| 総務省統計局 国勢調査より |                                          |  |
| 1970年（昭和45年） | 4,546人                                  |  |
| 1975年（昭和50年） | 4,132人                                  |  |
| 1980年（昭和55年） | 4,011人                                  |  |
| 1985年（昭和60年） | 3,818人                                  |  |
| 1990年（平成2年） | 3,734人                                  |  |
| 1995年（平成7年） | 3,568人                                  |  |
| 2000年（平成12年） | 3,390人                                  |  |
| 2005年（平成17年） | 3,180人                                  |  |
| 2010年（平成22年） | 2,872人                                  |  |
| 2015年（平成27年） | 2,610人                                  |  |
| 2020年（令和2年） | 2,704人                                  |  |

- 高齢化率（令和6年7月1日時点）は38.2％で秋田県内で4番目に低い

### 医療
- 東成瀬村国民健康保険診療所
- 大柳へき地診療所
- ジュネス・デンタルクリニック
- 東成瀬調剤薬局

### 警察・消防・防災
- 秋田県警察 横手警察署 東成瀬駐在所
- 湯沢雄勝広域市町村圏組合 湯沢雄勝広域消防 東成瀬分署
- 防災情報センター
- 岩井川地区防災センター
- 建設機械車庫（除雪センター）

## 産業
- 2015年（平成27年）時点の就業人口は、1,318人。うち第一次産業は197人（14.9%）、第二次産業は441人（33.5%）、第三次産業は680人（51.6%）となっている[8]。
- 2016年（平成28年）時点の経済センサスによる産業区分で最も多い従事者数は建設業で172人。以下、医療・福祉118人、製造業111人、農林漁業109人、宿泊・飲食サービス業73人の順となっている。

### 主な企業
- 秋田栗駒リゾート株式会社
- 東成瀬テックソリューションズ株式会社
- (株)鈴木建設工業
- 大橋建設株式会社

### 金融機関
- JAバンク:こまち農業協同組合東成瀬支店（ATM有） - 指定金融機関
- 東成瀬郵便局（ゆうちょ銀行代理店窓口）

### 宿泊・食堂
- 須川温泉 栗駒山荘（4月下旬～11月上旬、冬期間閉鎖）
- やまゆり温泉 ホテル・ブラン
- 後藤旅館
- なるせ温泉 東仙歩（とうせんぼ）
- クラフトペンションきのこ小舎（こや）
- グルメペンションお山の大将
- 民宿 山野荘
- 民宿 天郷乃湯（てんごうのゆ）
- センター食堂（山村開発センター内）
- GREEN（カフェ＆軽食）
- 丸太組ロッジ（カフェ＆軽食）

### 小売店・給油所
- デイリーヤマザキ東成瀬店
- 佐々由商店
- 谷養鮮魚店
- こまちライフサービス仙人給油所（JA-SS）
- apollostation 東成瀬給油所（佐々由商店）

## 社会施設

### 保健
- 東成瀬村保健センター

### 老人福祉
- 特別養護老人ホーム 幸寿苑
- デイサービスセンター なるせ
- 東成瀬村ケアサポート 仙人の杜
- 東成瀬村訪問介護事業所 仙人の杜
- 東成瀬村訪問入浴介護事業所 仙人の杜
- 東成瀬村社会福祉協議会指定居宅介護支援事業所
- 風鈴（老人ホーム）
- グループホームすずらん東成瀬

### 公営住宅
- 村営住宅「二階野団地」
- 定住促進住宅「田子内団地」
- 定住促進住宅「滝ノ沢団地」

### コミュニティ
- 山村開発センター
- 地域交流センター「ゆるるん」
- 成瀬川交流館
- 大柳センター
- 農村交流センター
- 岩井川コミュニティ広場
- 平良交流センター

### 農畜産業
- 畜産センター
- 農産物加工所
- 滝ノ沢ミニライスセンター
- 田子内ミニライスセンター
- 岩井川ミニライスセンター
- 手倉ミニライスセンター
- 育苗センター
- 米利用施設
- 循環拠点施設（籾殻燻炭）

### 公園・展望台
- ジュネス栗駒カントリーパーク
- 不動滝ほたるの里公園
- 農村公園「たいら」
- 農村公園「じょうか」
- 農村公園「てぐら」
- 農村公園「つばきかわ」
- 農村公園「ひるかわ」
- ビューポイント栗駒
- 天正の滝自然公園

### スポーツ・レジャー

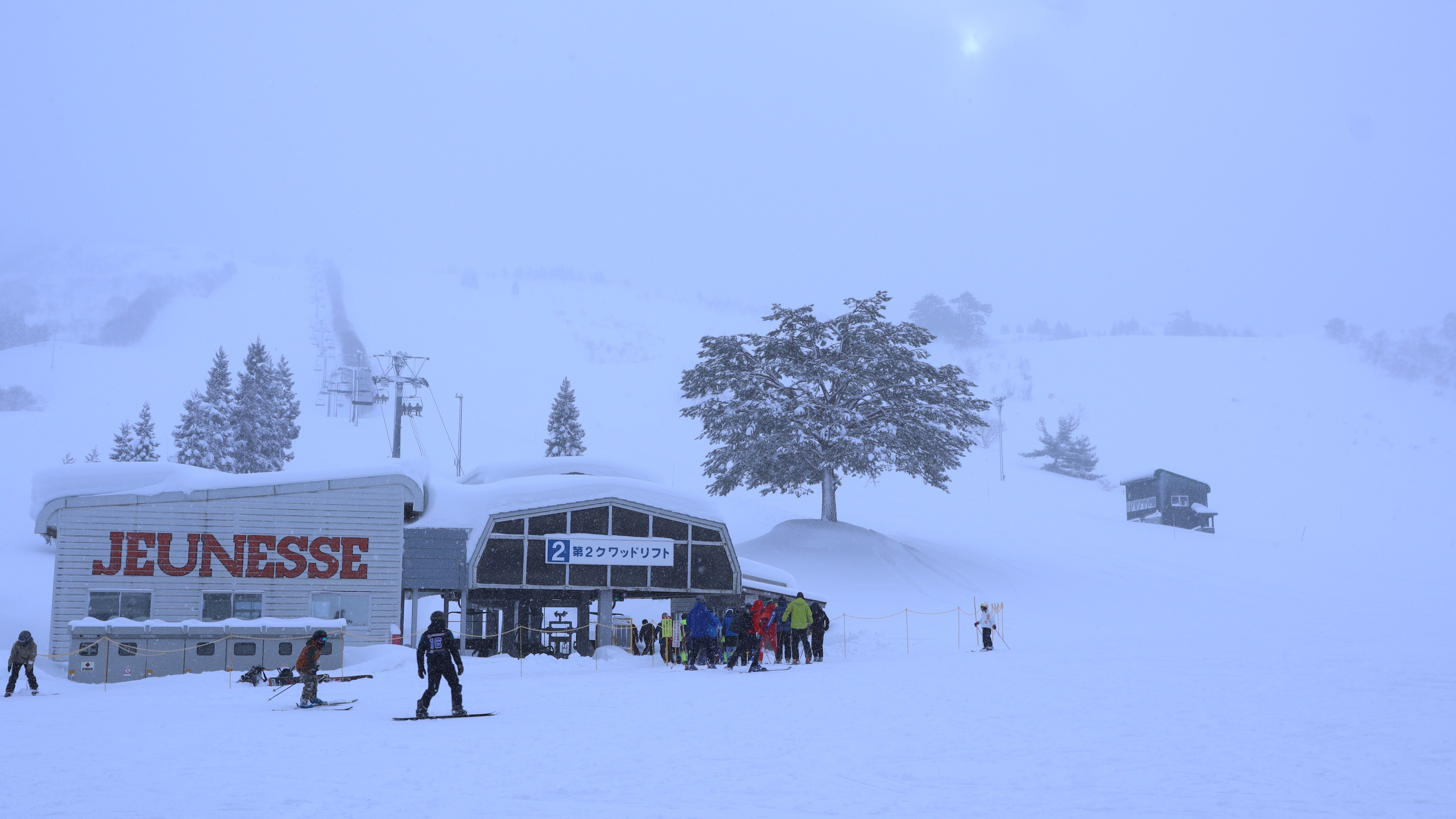
ジュネス栗駒スキー場

- ジュネス栗駒スキー場
- ジュネス栗駒パークゴルフ場（夏期）
- 村民体育館
- 多目的グラウンド
- 総合グラウンド
- 東成瀬球場
- ライフル射撃場
- 須川湖キャンプ場（夏期）
- ぽよよんの森オートキャンプ場（民間）

### 仏教寺院
- 永伝寺
- 龍泉寺 ※仙人修行はこの二つの寺で行われる。

## 教育
村内に高等学校は存在しない。最寄りの高校は秋田県立増田高等学校（横手市）。

### 中学校
- 東成瀬村立東成瀬中学校
  - 1947年（昭和22年）4月1日に創設。本校を田子内地区に置き、分校を岩井川・椿川・大柳の各小学校に併設していた。
  - 1962年（昭和37年）1月には桧山台分校が新築され5校舎となった。
  - 1975年（昭和50年）11月28日に統合中学校の起工式が挙行され、1977年（昭和52年）4月1日から各分校を新校舎に統合して現在に至っている。

※以下は廃校
- 東成瀬村立東成瀬中学校〈旧〉（1977年・東成瀬中〈新〉を新設統合）
- 東成瀬村立東成瀬中学校岩井川分校（同上）
- 東成瀬村立東成瀬中学校椿川分校（同上）

- 東成瀬村立東成瀬中学校大柳分校（同上）
- 東成瀬村立東成瀬中学校桧山台分校（同上）

### 小学校
- 東成瀬村立東成瀬小学校 ※2001年（平成13年）4月3日：村内の全校が統合して、新生「東成瀬小学校」が誕生した。

※以下は廃校
- 東成瀬村立大柳小学校仁郷分校（1962年・大柳小へ統合）
- 東成瀬村立大柳小学校桧山台分校（1979年・同上）
- 東成瀬村立岩井川小学校入道分校（1984年・岩井川小へ統合）
- 東成瀬村立東成瀬小学校〈旧〉（2001年・東成瀬小〈新〉を新設統合）

- 東成瀬村立岩井川小学校（同上）
- 東成瀬村立椿川小学校（同上）
- 東成瀬村立大柳小学校（同上）

### 児童福祉施設
- なるせ保育園（社会福祉法人 なるせ保育会）
- なるせ児童館

### 社会教育施設
図書室
- なるせ児童館 図書室（2階）

その他
- ふる里館
- まるごと自然館
- 青少年山の家

## 交通

### 鉄道
- 村内に鉄道路線は通っていない。最寄り駅はJR東日本：奥羽本線十文字駅。

### バス
- 羽後交通 - 湯沢市街地・横手市十文字町と東成瀬村を結ぶ路線を運行する（平日1往復のみ平鹿総合病院発着・横手市街地経由あり）。※湯沢営業所 - 湯沢駅前角 - 下湯沢駅前 - 十文字案内所 - 十文字駅前 - 増田蔵の駅 - 東成瀬役場前 - 入道・椿川・草の台

### 道路
村の内外を結ぶ道の大半は冬期通行止めとなるため、冬の間のアクセスルートは十文字方面からの国道342号のみとなる。

#### 一般国道
- 国道342号
- 国道397号

#### 県道
主要地方道
- 秋田県道40号横手東成瀬線

一般県道
- 秋田県道282号仁郷大湯線（通称:栗駒道路）
- 秋田県道323号小安温泉椿川線

## 名所・旧跡・観光スポット・祭事・催事

### 自然公園・景勝
- 栗駒国定公園…栗駒山・秣岳・昭和湖・須川湖・野鳥の森・イワカガミ湿原・シラタマノキ湿原・焼石岳。
- 天正の滝自然公園…郷土の森、天正の滝。
- 赤滝…能恵姫伝説が残る神秘の滝。雨乞いの滝。
- 不動滝…仙人修行のハイライト「滝打たれ」はこの滝で行われる。
- 栗駒山・栃ケ森山周辺森林生態系保護地域…登山道以外は入山禁止地域。
- すずこやの森…若木から樹齢200年ほどの母樹が村の管理により育っているブナ林。『釣りキチ三平 劇場版』のロケ地となった。
- 仙北街道…幻の古道、仙台藩と秋田藩を結ぶ奥羽山脈越えの山道。

### 温泉
- やまゆり温泉（ジュネス栗駒スキー場ホテルブラン）
- 須川温泉（冬期間は閉鎖）
- なるせ温泉

### イベント
- 仙人修行 例年8月上旬に開催する。滝行、断食や写経などの修行を行い、やり遂げると「仙人認定証」が授与される[10]。

## 出身・関連する有名人
- 高橋よしひろ - 漫画家
- いけちゃん - YouTuber・グラビアアイドル
- 佐々木桂 - 詩人・エッセイスト
- 高田稔 - 俳優
- 後藤由松 - 庭師・造園家・作庭家
- 華桜小桃 - 漫画家